# Jászdózsa megállóhely
Jászdózsa megállóhely egy Jász-Nagykun-Szolnok vármegyei vasúti megállóhely Jászdózsa településen, a helyi önkormányzat üzemeltetésében. A belterület keleti szélén helyezkedik el, közúti elérését a falun átvezető, 32 134-es számú mellékútból kiágazó, 32 332-es számú mellékút teszi lehetővé.

## Vasútvonalak
A megállóhelyet az alábbi vasútvonalak érintik:
- Vámosgyörk–Újszász-vasútvonal

## Kapcsolódó állomások
A megállóhelyhez az alábbi állomások vannak a legközelebb:
- Jászárokszállás vasútállomás (Vámosgyörk–Újszász-vasútvonal)
- Jászapáti vasútállomás (Vámosgyörk–Újszász-vasútvonal)

## Forgalom
| Járat        | Útvonal | Gyakoriság |
| ------------ | --- | ---------- |
| személyvonat | Vámosgyörk – Jászárokszállás – Jászdózsa – Jászapáti – Jászkisér – Jászkisér felső – Szellőhát – Jászladány – Szászberek – Újszász – Zagyvarékas – Abonyi út – Szolnok | Napi 6 pár |